# Prachynella lodo
Prachynella lodo är en kräftdjursart som beskrevs av J. L. Barnard 1964. Prachynella lodo ingår i släktet Prachynella och familjen Lysianassidae. Inga underarter finns listade i Catalogue of Life.